# Maciejki (Ukraina)
Maciejki (ukr. Матейки) – wieś na Ukrainie, w obwodzie wołyńskim, w rejonie łuckim. W 2001 liczyła 580 mieszkańców.
W okresie międzywojennym wieś znajdowała się w granicach II RP, wchodząc w skład gminy Silno w powiecie łuckim, w województwie wołyńskim.